# 코리올리 진동 자이로스코프
코리올리 진동 자이로스코프는 자이로스코프 중의 하나이다.

## MEMS 자이로
1996년 11월 5일, 삼성종합기술원은 1초에 0.1도, 0.00167 deg/hr 수준의 고정밀 MEMS 자이로를 개발했다. 가로 세로 1 mm 크기로서, 캠코더의 손떨림 방지 기술에 사용될 수 있다.